# Damar
Damar (Pulau Damer) es una isla volcánica perteneciente a las islas Barat Daya, en la parte oriental de las islas menores de la Sonda aunque perteneciente administrativamente a las Molucas. El archipiélago de su nombre también tiene las siguientes islas: Nus Leur, Nus Leur Barat, Terbang Utara y Terbang Selatan.
Mide unos 20 km de largo por unos 18 km de ancho, y está situada a unos 125 km al este de la isla de Romang y unos 200 km al este de la isla de Wetar. Está al sur del mar de Banda.
La organización BirdLife International considera que la zona forestal de la isla es una de las Áreas importantes para la conservación de las aves.